# Camille Razat
Camille Razat (* 1. března 1994 Saint-Jean) je francouzská herečka a modelka.

## Životopis
Narodila se ve městě Saint-Jean a studovala na gymnáziu Saint-Sernin v Toulouse. Svou modelingovou kariéru zahájila ve svých šestnácti letech. Poté se začala věnovat i herectví, v roce 2015 se objevila v televizním seriálu Disparue, vysílaném na kanálu France 2.
V roce 2018 přišel její herecký debut na divadelních prknech. Na pařížské scéně Mathurin se objevila v monologické hře Amandy Sthers Le Vieux Juif blonde (Starý blonďatý Žid) v režii Volkera Schlöndorffa. V roce 2019 se objevila ve videoklipu francouzského rapového dua Bigflo et Oli k písni „Promesses“. V roce 2020 ztvárnila jednu z hlavních rolí v americkém seriálu Emily in Paris, v němž titulní roli ztvárnila Lily Collins.

## Filmografie

### Film
| Rok  | Název               | Role          | Poznámky            |
| ---- | ------------------- | ------------- | ------------------- |
| 2014 | La Dernière Virée   | Sacha         | krátkometrážní film |
| 2017 | Rock’n Roll         | dívka z klubu |                     |
| 2018 | Ostrý holky         | Liseg         |                     |
| 2018 | Ami-ami             | Julie         |                     |
| 2018 | Podnik na Pigalle   | Caprice       |                     |
| 2018 | Paříž 15:17         | průvodčí      |                     |
| 2018 | Bug                 | Camille Engel | krátkometrážní film |
| 2018 | L'eau dans les yeux | Judith        | krátkometrážní film |
| 2021 | Les Choses humaines |               |                     |

### Televize
| Rok  | Název             | Role               | Poznámky              |
| ---- | ----------------- | ------------------ | --------------------- |
| 2015 | Disparue          | Léa Morel, zmizelá | hlavní role           |
| 2015 | Capitaine Marleau | Salome Delevigne   | díl: „Philippe Muir“  |
| 2020 | Emily in Paris    | Camille            | jedna z hlavních rolí |